# 聖賈斯特
聖賈斯特（英語：St Just）是英國的一個城市和民政教區，位於英格蘭西南部康沃爾郡。聖賈斯特有人口4690人。